# Jinko Solar
JinkoSolar Holding Company Limited — китайская фотоэлектрическая компания, один из крупнейших в мире производителей солнечных панелей (модулей). Основана в 2006 году, штаб-квартира расположена в Шанжао. Входит в состав Суперлиги кремниевых модулей (наряду с такими производителями, как JA Solar, Trina Solar, Canadian Solar и Hanwha Q Cells).

## История
Компания основана в 2006 году как производитель кремниевых слитков и полупроводниковых пластин, в 2009 году начала производить солнечные панели, в 2010 году вышла на Нью-Йоркскую фондовую биржу, в 2015 году открыла завод в Малайзии. В 2016 году компания поставила солнечные модули общей мощностью 6,65 ГВт, в 2017 году — 9,8 ГВт, в 2018 году — 11,4 ГВт, в 2019 году — 14,3 ГВт (+ 25 % в годовом исчислении), в 2020 году — 18,8 ГВт, в 2021 году — 25,24 ГВт.
В 2021 году Погранично-таможенная служба США начала блокировать ввоз в страну продукции Jinko Solar из-за опасений по поводу использования принудительного труда уйгуров.

## Продукция
Компания имеет 12 производственных площадок и является крупным производителем кремниевых слитков, полупроводниковых пластин, фотоэлементов и солнечных панелей (модулей). Основными внешними рынками для продукции Jinko Solar являются США, Япония, Южная Корея, Германия, Великобритания, Чили, ЮАР, Индия, Мексика, Бразилия, ОАЭ, Италия, Испания, Франция, Бельгия, Швейцария, Канада, Австралия, Сингапур, Турция, Греция и Болгария.
По состоянию на 2021 год 25,1 % продаж Jinko Solar пришлось на Азиатско-Тихоокеанский регион, 24,8 % — на Китай и Тайвань, 18,3 % — на Европу, 16,2 % — на Северную Америку.

## Структура
Заводы Jinko Solar расположены в Цзясине, Цзиньхуа, Тайчжоу, Хэфэе, Чучжоу, Шанжао, Лэшане, Чусюне, Синьюане, Куангйене (Вьетнам), Перое (Малайзия) и Джэксонвилле (США).
Также Jinko Solar имеет долю в солнечных электростанциях, расположенных в Мексике и Аргентине.
В состав группы Jinko Solar входит несколько дочерних и аффилированных компаний:
- Jinko Power Company (Китай, 100 % доля)
- Jinko Power Technology (Китай, 100 % доля)
- Jiangxi Jinko Solar Engineering (Китай, 100 % доля)
- Jiangsu Jinko-Tiansheng (Китай, 30 % доля)
- Sweihan PV Power Company (Дубай, 20 % доля)
- Cordillera Solar (Аргентина)
- Jinko Solar Investment
- Jinko Solar Technology
- Jinko Solar Power Engineering Group
- Jiande Jingke Photovoltaic Power

## Акционеры
Крупнейшими институциональными инвесторами Jinko Solar являются Schroder Investment Management (9,84 %), BlackRock (4,81 %), Invesco Capital Management (4,54 %), Mackenzie Financial Corp. (3 %), Pacific Investment Management (2,31 %), The Vanguard Group (2,26 %), Dimensional Fund Advisors (2,16 %), Handelsbanken (2,03 %) и Morgan Stanley (1,53 %).